# Nazionale maschile under 18 di pallacanestro dello Yemen
La nazionale di pallacanestro yemenita Under-18 è una selezione giovanile della nazionale yemenita di pallacanestro, ed è rappresentata dai migliori giocatori di nazionalità yemenita di età non superiore ai 18 anni.
Partecipa a tutte le manifestazioni internazionali giovanili di pallacanestro per nazioni gestite dalla FIBA.

## Partecipazioni

### FIBA AsiaBasket Under-18
- 2000 - 13°
- 2002 - 11°
- 2004 - 14°
- 2006 - 10°
- 2010 - 6°